# Zeister Affaire
De Zeister Affaire is een complottheorie uit de Tweede Wereldoorlog die zijn oorsprong vindt in de veroordeling in 1949 wegens deviezensmokkel van de voormalig burgemeester van Zeist Willem Adriaan Johan Visser en diens toenmalige secretaris drs. Willem Bos. Na de oorlog bleven Visser en Bos contact houden, onder andere voor 'zakenreizen' naar Zwitserland waarbij zij op de terugweg werden aangehouden op 7 maart 1948 door de douane op Schiphol omdat zij meer deviezen bij zich hadden dan toegestaan. Visser was in 1949 burgemeester van Den Haag en moest gedwongen aftreden. De deviezen blijken uit Zwitserland gesmokkeld te zijn op verzoek van de ex-NSB-er F.A. Bonté, die zijn omvangrijke voorraad deviezen naar Nederland wil laten smokkelen. Bonté was een voormalige inwoner van de gemeente Zeist en tijdens de oorlog eigenaar van de NV Handelsmaatschappij Montan welke op grote schaal bouwmaterialen leverde aan de bezetter. Na de oorlog werd het vermogen van Bonté door de Bijzondere Rechtspleging onder beheer gesteld van Bos, die het vermogen in Zwitserland stalde.
N.V. Handelsmaatschappij Montan was gevestigd op de Tweede Lulofsdwarsstraat 6 in Den Haag, een opslagterrein dat 13 oktober 1942 een grote rol zal spelen in de ondergang van de Nederlandse Volksmilitie als een aantal verzetsstrijders onder leiding van Evert Ruivenkamp een omvangrijke voorraad hooi bestemd voor de Duitse Wehrmacht in brand steekt. De brand was in geheel Den Haag zichtbaar. De fiets van Sally Dormits bleef na afloop achter, wat direct tot een spoor richting Dormits leidde.
De gedachtes over een vermeend doofpot-complot worden gevoed als Visser tijdens de openbare rechtszitting tegen de rechter weigerde verklaringen te herhalen die hij tegen de minister van Binnenlandse Zaken Van Maarseveen achter gesloten deuren wel zou hebben gedaan. Visser ontkende ter zitting dat de deviezensmokkel te maken heeft met de toenmalige schandalen rondom de financiering van particuliere (anticommunistische) inlichtingendiensten, het geld was bedoeld voor charitatieve instellingen maar Visser weigerde aan de rechter te noemen welke dat betroffen. In de De Waarheid wordt op 31 mei en 16 juni 1949 beschuldigingen gedaan over verduistering door Bos en betalingen van Bonté om terug te kunnen keren naar Nederland en in ere te worden hersteld als directeur van de firma Montan. Ook zou er sprake zijn van geldsmokkel middels een 'diplomatieke' envelop met de naam van een minister erop. Ook zien de kranten een aansluiting op de Zaak-Schallenberg, want naast het vermogen van Bonté zou Visser ook betrokken zijn bij het naoorlogse beheer over de bezittingen van Fritz Mucke uit Zeist. Hierover zou Schallenberg vlak voor zijn dood hebben verklaard aan het Bureau Nationale Veiligheid.
Journalist Henk Lunshof noemt in 1951 de Zeister Affaire als een van de voorbeelden waarin onder- en bovenwereld elkaar vonden in duistere praktijken tijdens en na de oorlog.
Visser liet zich na zijn ontslag opnemen in een psychiatrische inrichting. Visser werd wegens deviezensmokkel veroordeeld tot drie maanden cel en een geldboete. Visser werd in Den Haag als burgemeester opgevolgd door Frans Schokking, die vervolgens in de kranten zijn eigen Affaire Schokking kreeg.
De Zeister Affaire komt in meerdere historische onderzoeken voor, maar veel veronderstellingen over het vermeende complot tijdens en na de oorlog blijven onzeker, betwist dan wel onbewezen.